# Clarence-Rockland

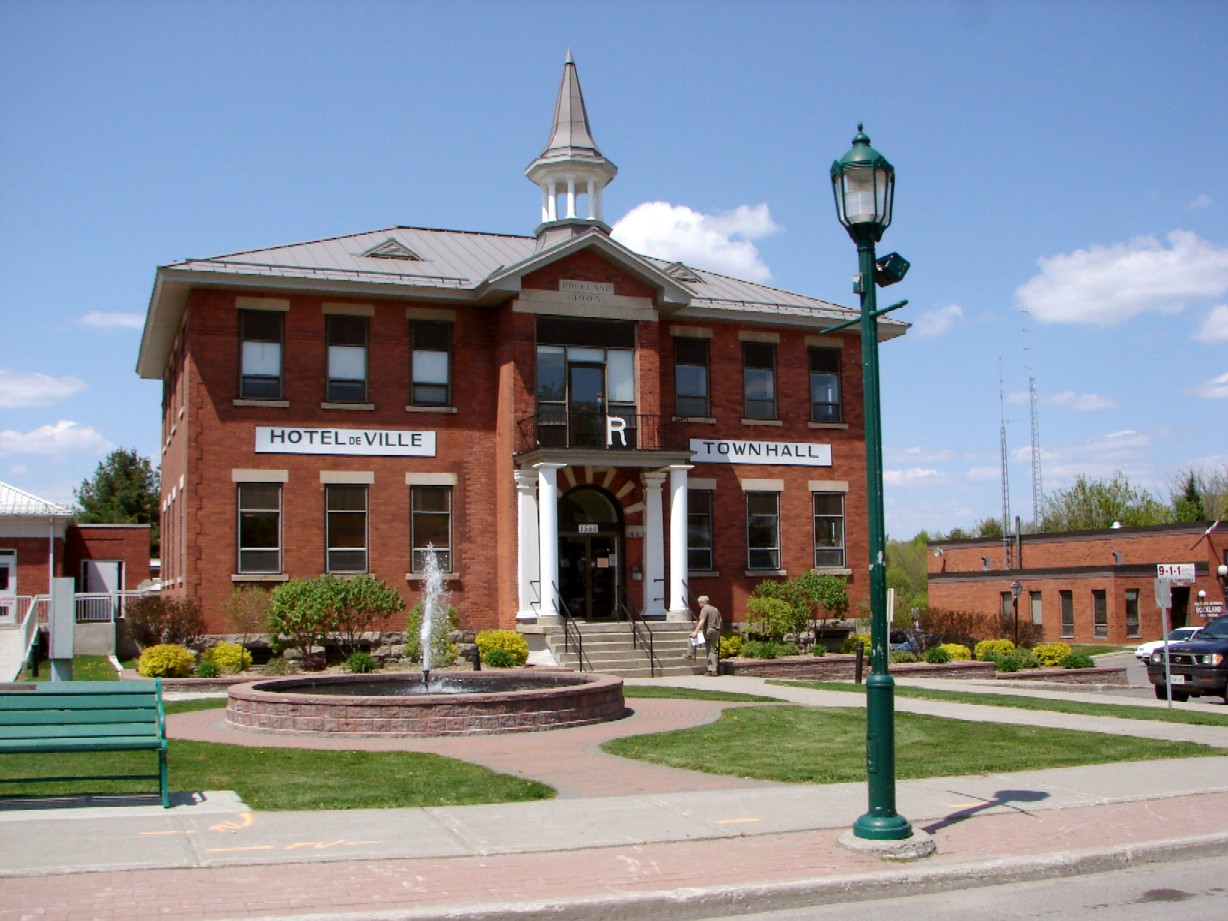
Town hall

Clarence-Rockland é uma cidade bilingual do Canadá, província de Ontário. Comerciantes são obrigados por lei a pôr letreiros em inglês e francês. Sua área é de 296,53 quilômetros quadrados, e sua população é 19 612 habitantes (do censo nacional de 2001).